# Associação Desportiva Ferroviária Vale do Rio Doce
Associação Desportiva Ferroviária Vale do Rio Doce, kurz Desportiva Ferroviária, ist ein brasilianischer Fußballverein aus Cariacica im brasilianischen Bundesstaat Espírito Santo.

## Geschichte
Am 7. Juli 1963 wurde der Verein als Associação Desportiva Ferroviária Vale do Rio Doce gegründet, nachdem die Vereine Vale do Rio Doce, Ferroviário-ES, Cauê, Guarany-ES, Valeriodoce-ES und Cruzeiro-ES fusionierten. Alle diese Vereine wurden von Mitarbeitern der Companhia Vale do Rio Doce gegründet. Das Unternehmen sorgte für diese Fusion.
1964 gewann der Verein seinen ersten Titel, die Staatsmeisterschaft von Espírito Santo. 1974 trat der Verein erstmals in der Série A an und belegte den 34. Platz. 1980 spielte der Verein dann wieder in der Série A und belegte den 15. Platz, was das beste Ergebnis des Vereins ist. 1993 nahm Desportiva Ferroviária das letzte Mal an der Série A teil und beendete die Saison auf dem 29. Platz.
Am 19. April 1999 wurde der Verein ein privates Unternehmen und änderte seinen Namen in Desportiva Capixaba. Seit 2011 trägt der Verein wieder seinen ursprünglichen Namen Associação Desportiva Ferroviária Vale do Rio Doce.

## Erfolge
- Staatsmeisterschaft von Espírito Santo 18 ×: 1964, 1965, 1967, 1972, 1974, 1977, 1979, 1980, 1981, 1984, 1986, 1989, 1992, 1994, 1996, 2000, 2013, 2016
- Staatspokal von Espírito Santo: 2008, 2012

## Stadion
Desportiva Ferroviária trägt seine Spiele im 1966 eröffneten Estádio Engenheiro Alencar Araripe aus, das Platz für 22.600 Zuschauer bietet.